# Place Jules-Grandclément
Pour les articles homonymes, voir Grandclément.
La place Jules-Grandclément, souvent dénommée place Grandclément par ses riverains, est une place publique de la ville de Villeurbanne, en France.

## Situation et accès
La place est située au carrefour du cours Tolstoï, de la rue Jean-Jaurès, de l'avenue du Général-Leclerc, de la rue Léon-Blum, du boulevard Eugène-Reguillon et de la rue du Docteur-Frappaz.
Située dans le quartier de Grandclément, elle en est l'une de ces places centrales, et est un lieu qui peut être très fréquenté, la place faisant face à la paroisse de la Nativité, une église catholique, et étant le lieu d'un marché en plein air les jours de semaine et de week-end.
Elle fait également face à l'ancien hôtel de ville de Villeurbanne, mairie de Villeurbanne à partir de 1904 et point central de la ville jusqu'en 1934.
Transports
Le lieu est desservi par les lignes de bus    , et possède deux stations de vélos en libre service Vélo'v.

## Origine du nom
Elle est baptisée du nom de Jules Grandclément, médecin et maire de Villeurbanne de 1908 à 1922.

## Historique
Elle porte à l'origine le nom de « place Dauphine », est ensuite baptisée « place du Plâtre », puis « place Grandclément » à partir du 30 juin 1935.
Le 1er mars 1943, elle est le lieu de la rafle des Villeurbannais. Les personnes raflées sont d'abord rassemblés devant le café Jacob (actuelle agence bancaire, côté est de la place), puis conduits à la gare pour être ensuite envoyés vers les camps de transit français de Drancy et Compiègne.

## Bâtiments remarquables et lieux de mémoire

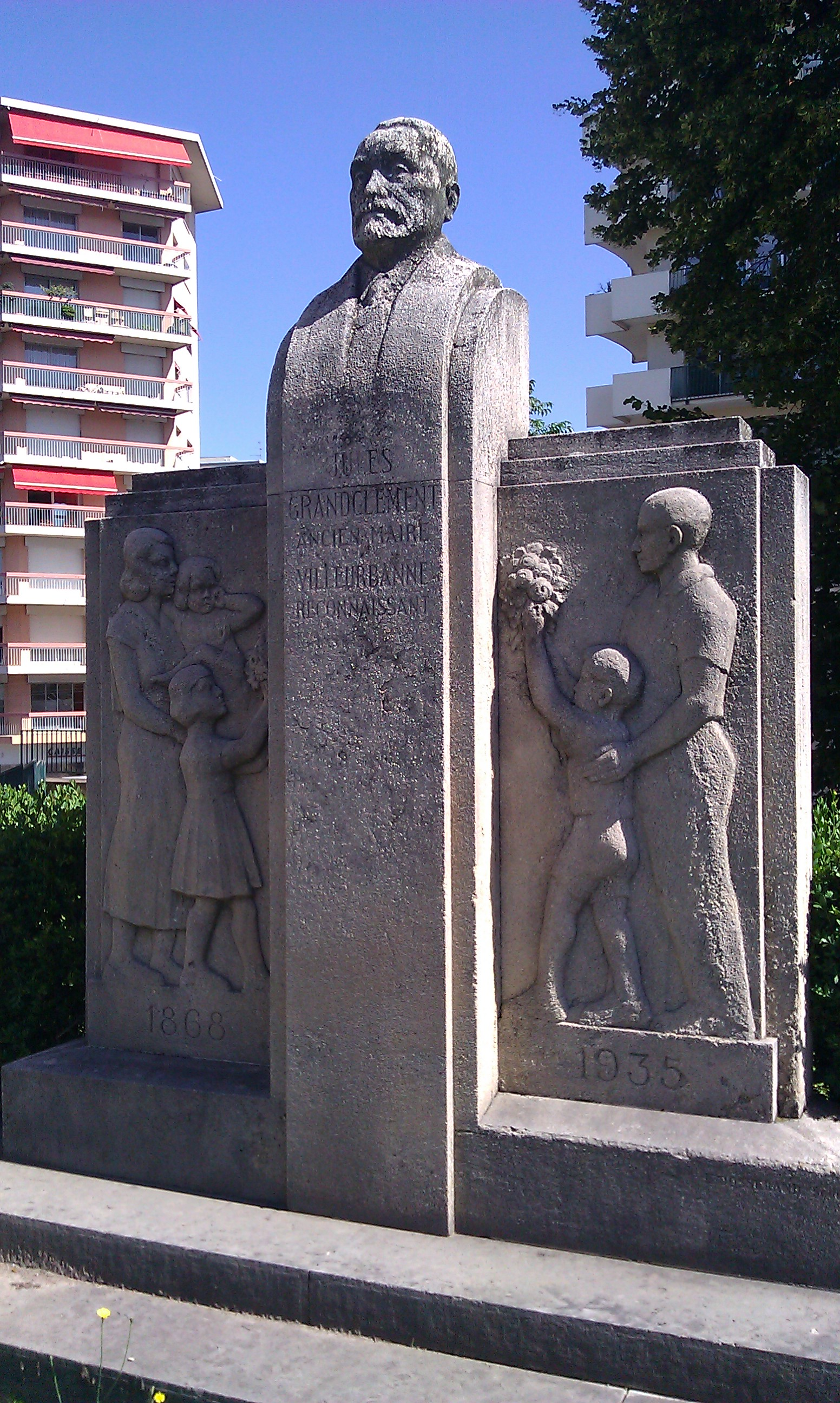
Statue de Jules Grandclément sur la place.